# Lotto Ladies/2010
Deze pagina geeft een overzicht van Lotto Ladiesteam in 2010.

## Rensters
| Naam                   | Geboortedatum | Nationaliteit    | Ploeg 2009                     |
| ---------------------- | ------------- | ---------------- | ------------------------------ |
| Veronica Andréasson    | 06-03-1981    | Zweden           | Bigla Cycling Team             |
| Lynette Burger         | 04-11-1980    | Zuid-Afrika      | Neo                            |
| Sofie De Vuyst         | 02-04-1987    | België           |                                |
| Catherine Delfosse     | 11-06-1981    | België           |                                |
| Elise Depoorter        | 09-02-1988    | België           |                                |
| Rochelle Gilmore       | 14-12-1981    | Australië        |                                |
| Elizabeth Hatch        | 03-06-1980    | Verenigde Staten | Vanderkitten Women Racing Team |
| Lien Lanssens          | 01-02-1989    | België           |                                |
| Ashleigh Moolman       | 09-12-1985    | Zuid-Afrika      | Neo                            |
| Kim Schoonbaert        | 02-03-1986    | België           |                                |
| Josephine Tomic        | 09-06-1989    | Australië        | Neo                            |
| Annelies Van Doorslaer | 15-01-1989    | België           |                                |
| Grace Verbeke          | 21-11-1986    | België           |                                |
| Vicki Whitelaw         | 02-01-1977    | Australië        | Vision 1 Racing                |

## Overwinningen
| Ronde van Vlaanderen Grace Verbeke Holland Hills Classic Grace Verbeke Nationale kampioenschappen wielrennen België Tijdrit Grace Verbeke | Trophée d'Or Féminin 2e etappe Vicki Whitelaw Tour de l'Ardèche Eindklassement Vicki Whitelaw Gemenebestspelen Wegrit Rochelle Gilmore |

### Piste
Nationale kampioenschappen Australië
Ploegenachtervolging Josephine Tomic
WK
Ploegenachtervolging Josephine Tomic
Wereldbeker Peking
Ploegenachtervolging Josephine Tomic
Wereldbeker Melbourne
Ploegenachtervolging Josephine Tomic
2006 · 2007 · 2008 · 2009 · 2010 · 2011 · 2012 · 2013 · 2014 · 2015 · 2016 · 2017 · 2018 · 2019 · 2020 · 2021 · 2022 · 2023 · 2024